# Lelek (wzniesienie)
Lelek (niem. Ruhberg, 276,6 m n.p.m.) – wzniesienie po północno-wschodniej stronie drogi wojewódzkiej 382 pomiędzy Mościskiem a wsią Grodziszcze, w gminie Dzierżoniów w woj. dolnośląskim.